# 1905 Ambartsumian
1905 Ambartsumian је астероид главног астероидног појаса са средњом удаљеношћу од Сунца која износи 2,222 астрономских јединица (АЈ).
Апсолутна магнитуда астероида је 13,5.